# Chorozinho-de-cabeça-pintada
Formigueirinho-de-todd ou chorozinho-de-cabeça-pintada (Herpsilochmus stictocephalus) é uma espécie de ave da família Thamnophilidae.
Pode ser encontrada nos seguintes países: Brasil, Guiana Francesa, Guiana, Suriname e Venezuela.
Os seus habitats naturais são: florestas subtropicais ou tropicais húmidas de baixa altitude.